# Šempas
Šempas (régebbi forrásokban még Šenpas) (olasz nyelven: Sambasso, németül: Schönpass) falu Nyugat-Szlovéniában, a Goriška statisztikai régióban, a Vipava-völgyben. Közigazgatásilag Nova Goricához tartozik. Lakosságának száma 1066 fő.

## Nevének eredete
A települést először 1200-ban említik in sancto Passo néven, amely később Sand Pass (1485), majd Sannd Pass (1523) névalakra módosul. A falu szlovén neve a šent Pas kifejezésből ered.

## Temploma
A falu templomát I. Szilveszter pápa tiszteletére emelték és a Koperi egyházmegyéhez tartozik.

## Fordítás
- Ez a szócikk részben vagy egészben  a(z)   Šempas című angol Wikipédia-szócikk ezen változatának fordításán alapul.  Az eredeti cikk szerkesztőit annak laptörténete sorolja fel. Ez a jelzés csupán a megfogalmazás eredetét és a szerzői jogokat jelzi, nem szolgál a cikkben szereplő információk forrásmegjelöléseként.